# Neodexiopsis neoaustralis
Neodexiopsis neoaustralis är en tvåvingeart som beskrevs av John Otterbein Snyder 1957. Neodexiopsis neoaustralis ingår i släktet Neodexiopsis och familjen husflugor. Inga underarter finns listade i Catalogue of Life.